# Lifau
Lifau es una aldea y suco en el enclave de Oecusse en Timor-Leste. El pueblo está situado al oeste de la desembocadura del río Tono. La población total del suco es de 1.938 personas.
Lifau fue el primer asentamiento europeo establecido en la isla de Timor. Fue fundado por la Orden Dominicana en 1556 como misión permanente en la isla. Si bien la labor misional no reportó grandes éxitos en la población local, en 1641 los dominicos asistieron exitosamente a múltiples gobernantes locales a repeler atacantes lo que resultó en el bautizo de tres monarcas de la región, estableciendo la primera iglesia en la isla. Un asentamiento portugués permanente surgió en la década de 1650, cuando muchos portugueses se mudaron de su antigua sede colonial, Larantuka en Flores, a Timor en respuesta al asentamiento colonial holandés en Kupang, en el extremo occidental de Timor (1653). Lifau siguió siendo el centro de las actividades coloniales portuguesas durante más de un siglo y estuvo dirigida directamente por un gobernador a partir de 1702. En 1769 la capital colonial se trasladó a Dili debido a la agresión militar de los topasses euroasiáticos que se oponían a la política del entonces gobernador. Después de dicha fecha el lugar perdió su importancia, ya que los topasses prefirieron mantener su residencia en Pante Macassar más al este.